# Кич
 Тази статия е за естетическата категория.  За канадския актьор вижте Тейлър Кич.  
Кич (МФА: kɪtʃ) е термин от немски или идишки произход, означаващ „боклук“, използван, за да означи изкуство, считано за упадъчен вариант на даден стил. В по-широк смисъл думата се употребява по адрес на всяко претенциозно произведение на изкуството, което представлява проява на лош вкус или е масово фабрикуван банален и груб комерсиален продукт, подражаващ на елитарния оригинален стил. В този смисъл кич може да се нарече и всяко поведение, израз и пр., което претендира да има нещо общо с изкуството или дори високата сфера на културния живот, но всъщност е само поза и просто имитира формата и функцията на автентичното, без да има неговото съдържание и качество.
Кичът е един от любимите обекти за изследване на философията, естетиката, както и един от предпочитаните начини за проява на чувство за хумор в съвременното изкуство. В този смисъл, кичът намира своето позитивно приложение в някои художествени области и жанрове – например шарж, карикатура, често се използва в рекламата. В тези случаи обаче, кичът бива иронизиран.
Кичът може да се прояви не само в областта на класическото изобразително изкуство, но в по-широк смисъл засяга и се проявява в литературата, архитектурата, религиозното и храмовото пространство, езика, човешките отношения. Съществуват много изследвания на кича; в България едно от най-популярните произведения на тази тема е на Иван Славов.